# ゼベダヨ・バヨ
ゼベダヨ・バヨ（Zebedayo Bayo 1976年5月20日- ）はタンザニアのアルーシャ出身の陸上競技選手。専門はマラソン。シドニーオリンピックのマラソンに出場したが2時間26分24秒で61位に終わった。2003年に行われた東京国際マラソンでは日本の油谷繁に競り勝ち優勝を果たした。2004年のアテネオリンピックでもマラソンに出場したがリタイアしている。2005年の東京国際マラソンでも高岡寿成に次いで2位になった。

## 主な記録
| 年月日        | 大会                             | 開催地                 | 結果 |
| ------------- | -------------------------------- | ---------------------- | ---- |
| 1998年        | ロサンゼルスマラソン             | ロサンゼルス           | 優勝 |
| 2000年3月     | 2000年世界クロスカントリー選手権 | ポルトガル、ビラモウラ | 14位 |
|               | 2000年世界ハーフマラソン選手権   | メキシコ、ベラクルス州 | 7位  |
| 2003年2月9日  | 東京国際マラソン                 | 東京都                 | 優勝 |
| 2003年11月2日 | アテネマラソン                   | アテネ                 | 優勝 |

### 自己ベスト
| 距離           | 結果          | 年月日        | 場所         |
| -------------- | ------------- | ------------- | ------------ |
| 10000m走       | 28分21秒60    | 2000年5月13日 | アルーシャ   |
| ハーフマラソン | 1時間00分50秒 | 2000年3月12日 | パリ         |
| マラソン       | 2時間08分51秒 | 1998年11月1日 | ニューヨーク |